# 开罗塔
开罗塔（阿拉伯语：‎， burj al-qāhira）是埃及开罗一座独立塔，高187米。它保持了全国乃至全北非最高建筑物的记录长达50年，是开罗地标之一。
根据阿德尔·沙欣少将发布的文件，建筑高塔的资金最先由以克米特•罗斯福为首的美国中央情报局拨款，该组织为纳赛尔提供了约100万到300万美元，作为给他的私人礼物，想让其停止对阿尔及利亚革命和其他非洲独立运动的支持。纳赛尔对美国试图贿赂他的举动感到受到羞辱，并决定将所有资金送给埃及政府修建高塔，从而公开谴责了美国政府。纳赛尔称从尼罗河对岸的美国大使馆就能看到这座高塔，这象征着埃及、非洲以及中东国家和地区的反抗精神、革命精神和他们的骄傲。